# Napeogenes crocodes
Napeogenes crocodes är en fjärilsart som beskrevs av Bates 1862. Napeogenes crocodes ingår i släktet Napeogenes och familjen praktfjärilar. Inga underarter finns listade i Catalogue of Life.